# Книжка року 2003

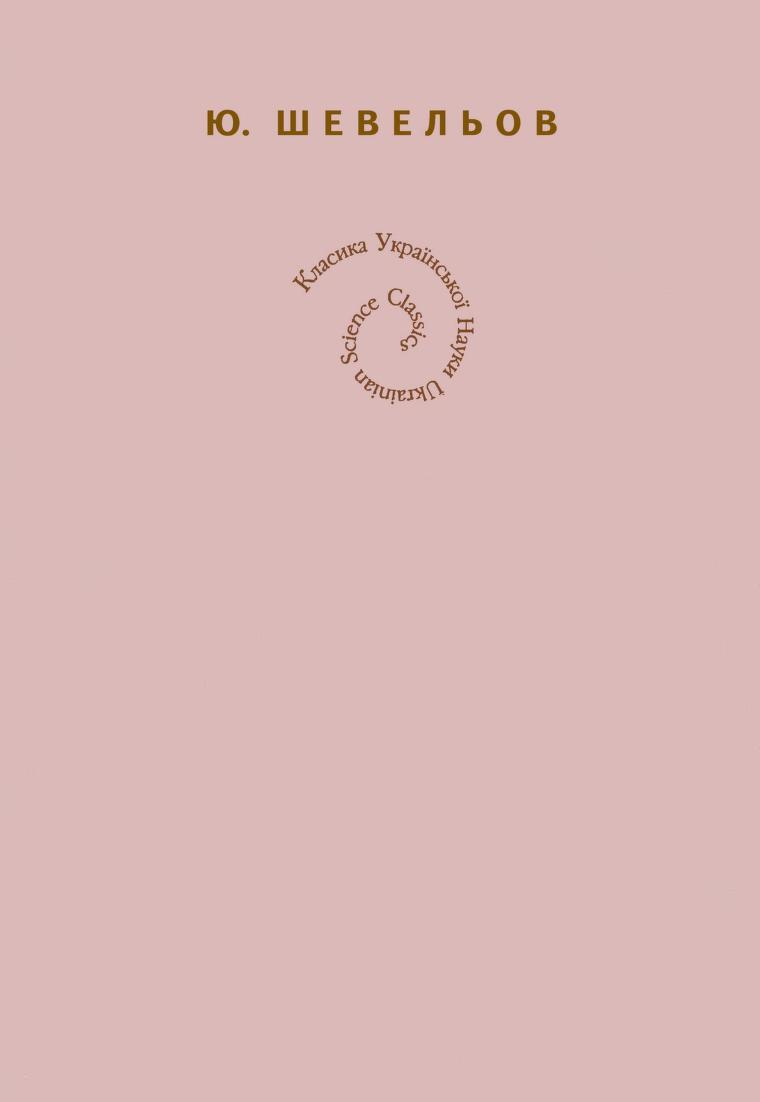
Володар гран-прі

Церемонія нагородження лауреатів П'ятої Всеукраїнської рейтингової акції «Книжка року — 2003» відбулася 26 лютого 2004 року в Колонному залі Національної філармонії України ім. М. Лисенка. Гран-прі здобула книжка Юрія Шевельова «Історична фонологія української мови» 

## «Дитяче свято»
книжки для малечі та молодших школярів;
1. Мар'яна Савка. Чи є в бабуїна бабуся? — Л.: Видавництво Старого Лева, 32 с. (п)
2. Улюблені вірші-2. — К.: А-ба-ба-га-ла-ма-га, 104 с. (п)
3. Казки Старого Лева. — Л.: Видавництво Старого Лева, 310 с. (п)

література для підлітків;
1. Казки Туманного Альбіону. — К.: А-ба-ба-га-ла-ма-га, 24 с. (п)
2. Дж. К. Ролінґ. Гаррі Поттер і келих вогню. Гаррі Поттер і Орден Фенікса. — К.: А-ба-ба-га-ла-ма-га, 670 + 816 с.(п)
3. Григорій Остер. Шкідливі поради. Задачник. — Х.: Школа, 112 +128 с. (п)

## «Хрестоматія»
українська та зарубіжна художня класика;
1. Василь Стус. Палімпсест. — К.: Факт, 432 с. (п)
2. Відлуння самотності: Кнут Гамсун та контекст українського модернізму. Сер. «Текст + Контекст». К.: Факт, 472 с. (о)
3. Пісня про Роланда. — К.: Либідь, 192 с. (п)

літературознавство/мистецтвознавство/фольклор;
1. Юрій Шевельов. Історична фонологія української мови. — Х.: Акта, 1054 с. (с)
2. Дмитро Чижевський. Український літературний барок, Філософія Г. С. Сковороди. — Х.: Акта, 460 + 432 с. (п)
3. Олег Ільницький. Український футуризм. — Л.: Літопис, 456 с. (п)

## «Минувшина»
давня історія;
1. Переяславська Рада 1654 року. Історіографія та дослідження. — К.: Смолоскип, 890 с. (п)
2. Універсали Івана Мазепи. Сер. «Універсали українських гетьманів». — К.-Л.: НТШ, 768 с. (о)
3. Леонід Зашкільняк, Микола Крикун. Історія Польщі. — Л.: ЛНУ ім. Франка, 752 с.(о)

історія XIX-XXI ст.;
1. Данило Яневський. Політичні системи України 1917—1920 років: спроби творення і причини поразки. — К.: Дух і Літера, 767 с. (п)
2. Юрій Киричук. Український національний рух 40-50 років XX століття: ідеологія та практика. — Л.: Добра справа, 464 с. (п)
3. Олег Романів, Інна Федущак. Західноукраїнська трагедія 1941. — Л.-Нью-Йорк: НТШ, 428 с.(п)

## «Обрії»
науково-популярна література, практична психологія;
1. Пауло Фрайре. Листи до тих, хто насмілився вчити. — Х.: Акта, 264 с.(о)
2. Віталій і Володимир Кличко. Наш фитнес. — К.: София, 192 с.(о)
3. Тарас Каляндрук. Таємниці бойових мистецтв України. — Л.: Піраміда, 288 с.(п)

енциклопедичні та довідкові видання;
1. Валерій Войтович. Українська міфологія. — К.: Либідь, 664 с.(п)
2. Енциклопедія постмодернізму. — К.: Основи, 503 с. (с)
3. Ставицька Леся. Короткий словник жарґонної лексики української мови. — К.: Критика, 336 с. (п)

## «Політлікнеп»
сучасне українське суспільствознавство;
1. Микола Рябчук. Дві України: реальні межі, віртуальні війни. — К.: Критика, 336 с. (о)
2. Анатолій Зленко. Дипломатія і політика. Україна в процесі динамічних геополітичних змін. — Х.: Фолио, 559 с. (п)
3. Андрій Гірник, Андрій Бобро. Конфлікти: структура, ескалація, залагодження. Сер. «Актуальні проблеми державної політики». — К.: Основи, 172 с. (о)

сучасне зарубіжне суспільствознавство;
1. Роберт Конквест. Роздуми над сплюндрованим сторіччям. — К.: Основи, 371 с. (о)
2. Джозеф Стіґліц. Глобалізація та її тягар. — К.: КМ Академія, 252 с. (о)
3. Ріане Айслер. Чаша та меч. Наша історія, наше майбутнє. — К.: Сфера, 355 с.(о)

## «Постаті»
публікації/біографії/мемуари (до кінця XIX ст.);
1. Євген Чикаленко. Спогади. Т.1 (1861—1907). Сер. «Vita Memoriae». — К.: Темпора, 416 с. (о)
2. Євген Чикаленко. Зібрання творів в 7 томах. Том 1. Спогади. — К.: Рада, 431 с. (п)
3. Ісак Мазепа. Україна в огні й бурі революції. Сер. «Vita memoriae». — К.: Темпора, 607 с. (о)

публікації/біографії/мемуари (кінець XIX-XXI ст.);
1. Вячеслав Липинський. Листування. Т.1 (А-Ж). — К.: Смолоскип, Філадельфія: Східноєвропейський дослідний інститут ім. В. К. Липинського, 960 с. (п)
2. Митрополит Андрій Шептицький. Документи і матеріали 1941—1944. — К.: Дух і Літера, 312 с. (п)
3. Петро Шелест. «Справжній суд історії ще попереду». Спогади, щоденники, документи, матеріали. — К.: Генеза, 808 с. (п)

## «Красне письменство»
сучасна українська проза/драматургія;
1. Юрій Винничук. Мальва ланда. Сер. «Fest проза». — Л.: Піраміда, 540 с. (п)
2. Юрій Андрухович. Дванадцять обручів. Сер. «Критичні тексти». — К.: Критика,318 с. (о)
3. Сергій Жадан. Біґ Мак. Сер. «Критичні тексти». — К.: Критика, 184 с. (о)

зарубіжна проза/поезія/драматургія;
1. Петер Зілагі. Остання вікножирафа. Сер. "Колекція Перфецького. — Л.: Класика, 124 с. (п)
2. Богуміл Грабал. Вар'яти. — Л.: Класика, 183 с. (о)
3. Еліас Канетті. Засліплення. Сер. «Лауреати Нобелівської премії». — К.:  Юніверс, 512 с. (с)

## «Софія»
класична філософія/гуманітаристика;
1. Арістотель. Нікомахова етика (грецьк. та укр. мовами). — К.: Аквілон-плюс, 780 с. (п)
2. Мислителі німецького романтизму. — Івано-Франківськ: Лілея-НВ, 588 с. (п)
3. прп. Ефрем Сирин и др. Многоценная жемчужина (сирийское и египетское раннехристианское творчество в переводах С.Аверинцева). — К.: Дух і Літера, 600 с. (п)

сучасна філософія (від другої половини XX ст.);
1. Джон Фаулз [Архівовано 5 Грудня 2013 у Wayback Machine.]. Арістос [Архівовано 27 Грудня 2010 у Wayback Machine.]. — Вінниця: Теза [Архівовано 7 Січня 2010 у Wayback Machine.], 336 с. (п)
2. Норберт Еліас. Процес цивілізації. Соціогенетичні і психогенетичні дослідження. — К.: Альтернативи, 672 с. (о)
3. Вітторіо Гьосле. Практична філософія в сучасному світі. — К.: Лібра, 248 с. (о)

## «Візитівка»
художні альбоми та представницькі видання;
1. Зінаїда Васіна. Український літопис вбрання. т. 1. — К.: Мистецтво, 448 с. (с)
2. Зоя Чегусова. Декоративне мистецтво України кінця ХХ століття. 200 імен. — К.: Атлант ЮЕмСі, 511 с. (с)
3. Національний художній музей України. — К.: Артанія Нова, 416 с. (с)

краєзнавча і туристична література;
1. Геній місця. Leopolis Львів Lemberg Lwow. — Л.: Ї, 467 с. (о)
2. Юрій Нестерук. Рослинний світ українських Карпат: Чорногора. — Л.: БаК, 519 с. (п)
3. Віталій Ковалинський. Київські мініатюри. Книга 2. — К.: Київська книжкова фабрика, 416 с. (п)

## «Голоси»
сучасна українська поезія;
1. Олег Лишега. Снігові і вогню. — Івано-Франківськ: «Лілея-НВ», 95 с.(п)
2. Василь Голобородько. Українські птахи в українському краєвиді. Сер. «Ars poetica». — Х.: Акта, 97 с. с)
3. Василь Герасим'юк. Була така земля. — К.: Факт, 392 с.(п)

художня есеїстика;
1. Олександр Бойченко. Щось на кшталт шатокуа. — Івано-Франківськ: Лілея-НВ 136 с. (о)
2. Оксана Забужко, Юрій Іздрик, Олег Лишега, Юрій Андрухович. Сер. «Інший формат» — Івано-Франківськ: Лілея НВ, 47 + 57 + … + … (о)
3. Нерви ланцюга. 25 есеїв про свободу. — Л.: Лексикон, 192 с. (о)